# Bolesestra
Bolesestra este un sat din municipiul Podgorica, Muntenegru. Conform datelor de la recensământul din 2003, localitatea are 58 de locuitori (la recensământul din 1991 erau 50 de locuitori).

## Demografie
În satul Bolesestra locuiesc 49 de persoane adulte, iar vârsta medie a populației este de 46,9 de ani (44,3 la bărbați și 49,4 la femei). În localitate sunt 21 de gospodării, iar numărul mediu de membri în gospodărie este de 2,76.
Populația localității este foarte eterogenă.
|  |

| Demografie | Demografie | Demografie |
| An         | Locuitori  | Locuitori  |
| ---------- | ---------- | ---------- |
|            |            |            |
|            |            |            |
|            |            |            |
|            |            |            |
| 1948       | 162        |            |
| 1953       | 225        |            |
| 1961       | 216        |            |
| 1971       | 167        |            |
| 1981       | 124        |            |
| 1991       | 50         | 50         |
| 2003       | 58         | 58         |

| \| Componența etnică conform recensământului din 2003[2] \| Componența etnică conform recensământului din 2003[2] \| Componența etnică conform recensământului din 2003[2] \| Componența etnică conform recensământului din 2003[2] \| Componența etnică conform recensământului din 2003[2] \| \| ----------------------------------------------------- \| ----------------------------------------------------- \| ----------------------------------------------------- \| ----------------------------------------------------- \| ----------------------------------------------------- \| \| \| \| \| \| \| \| Muntenegreni \| Muntenegreni \| \| 32 \| 55,17% \| \| Sârbi \| Sârbi \| \| 17 \| 29,31% \| \| Albanezi \| Albanezi \| \| 1 \| 1,72% \| \| necunoscută \| necunoscută \| \| 0 \| 0% \| |              |  |    |        |
| Componența etnică conform recensământului din 2003 |              |  |    |        |
| |              |  |    |        |
| Muntenegreni | Muntenegreni |  | 32 | 55,17% |
| Sârbi | Sârbi        |  | 17 | 29,31% |
| Albanezi | Albanezi     |  | 1  | 1,72%  |
| necunoscută | necunoscută  |  | 0  | 0%     |